# استیپل (اسکس)
استیپل (به انگلیسی: Steeple) یک روستا و محله مدنی در بریتانیا است که در شبه‌جزیره دنگی در اسکس واقع شده‌است. استیپل ۴۹۰ نفر جمعیت دارد.